# 津山號列車
津山（日语： Tsuyama */?）號列車是由西日本旅客鐵道（JR西日本）運行於岡山站至津山站之間的急行列車。列車途經津山線。

## 概要
在智頭急行智頭線開通後，原本途經津山線，行走於岡山站至鳥取站之間的急行「砂丘」於1997年廢除。原本預定把所有班次變為快速列車「壽」，但是遭到津山市和當地商會強烈反對，表示如果當地沒有急行列車服務，當地的形象將被降級。因此，便把「砂丘」的1個往返班次改為急行列車「津山」，行走於岡山站至智頭站之間（當中津山站至智頭站之間為快速列車）。
由於急行「津山」與快速「壽」的停車站（不論有沒有通過法界院站）和所需時間沒有太大差異，加上在晩年，「津山」與快速、普通列車共用車輛，兩者所在的差異是是否需要收取急行費用。隨著在2007年，急行「三次」廢除，「津山」成為了JR唯一日間急行列車。在2009年春天時間表修正中，「津山」整合至「壽」而廢除。自此JR再沒有日間急行列車。

## 廢除時的運行概況
從開始運輸至廢除前，只有1個往返班次，行走於岡山站至津山站之間 (58.7公里)。在1997年11月29日開始運輸至1999年10月1日前，列車在岡山站至津山站之間為急行列車，津山站至智頭站之間變為快速列車。在翌日2日的修正中，縮短至只行走於岡山站至津山站之間。
列車編號為901D和902D，沒有因為行走線區而變更。但是，由於津山線的起點站是岡山站，因此津山站往岡山站的列車是下行，反方向則為上行。下行的列車編號應為單數（901D），上行的列車編號則為雙數（902D）。

### 停車站
岡山站 - 金川站 - 福渡站 - 弓削站 - 龜甲站 - 津山站
相比起行走相同區間的快速「壽」中，最快的快速「壽」列車與急行「津山」之停車站差異在於是否停靠法界院站。

### 使用車輛、編成
在開始運行初期，列車使用了半個綠色車廂的KiRoHa28形，以KiHa58系3卡編成行走。在2003年10月起，開始改用KiHa40系（KiHa48或KiHa47）2卡編成行走（不再連結綠色車廂），最高速度把原來的85km/h提升至95km/h，解決時間表上的限制。但是由於該列車是一架以近郊列車作為設計的一般型柴油列車，與急行列車的特點不相符，車內部分座位是長座椅和半交叉座椅。因此直至廢除前，此列車被形容為「遜色急行」。

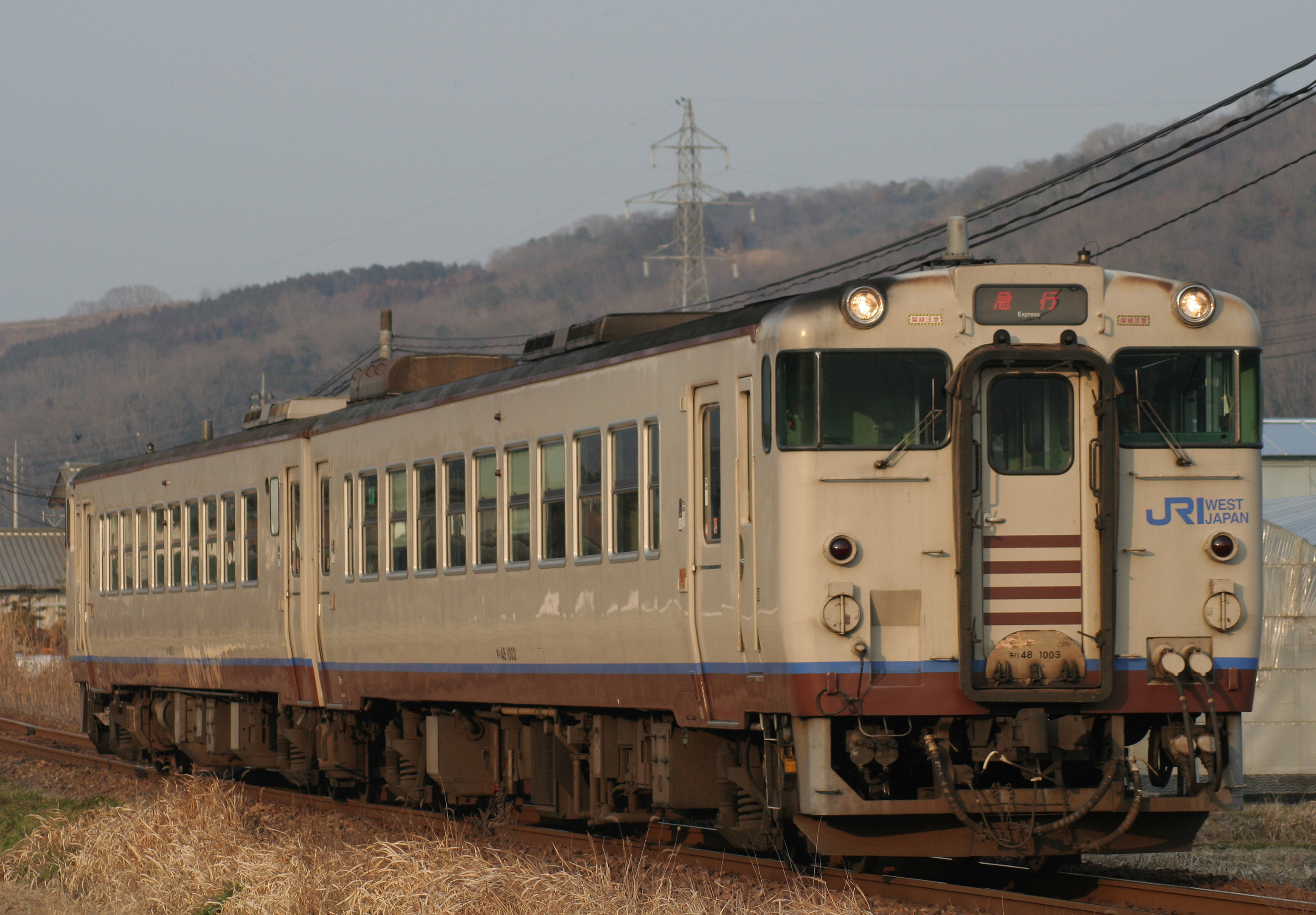
JR西日本翻新色的KiHa48形在行走「津山」
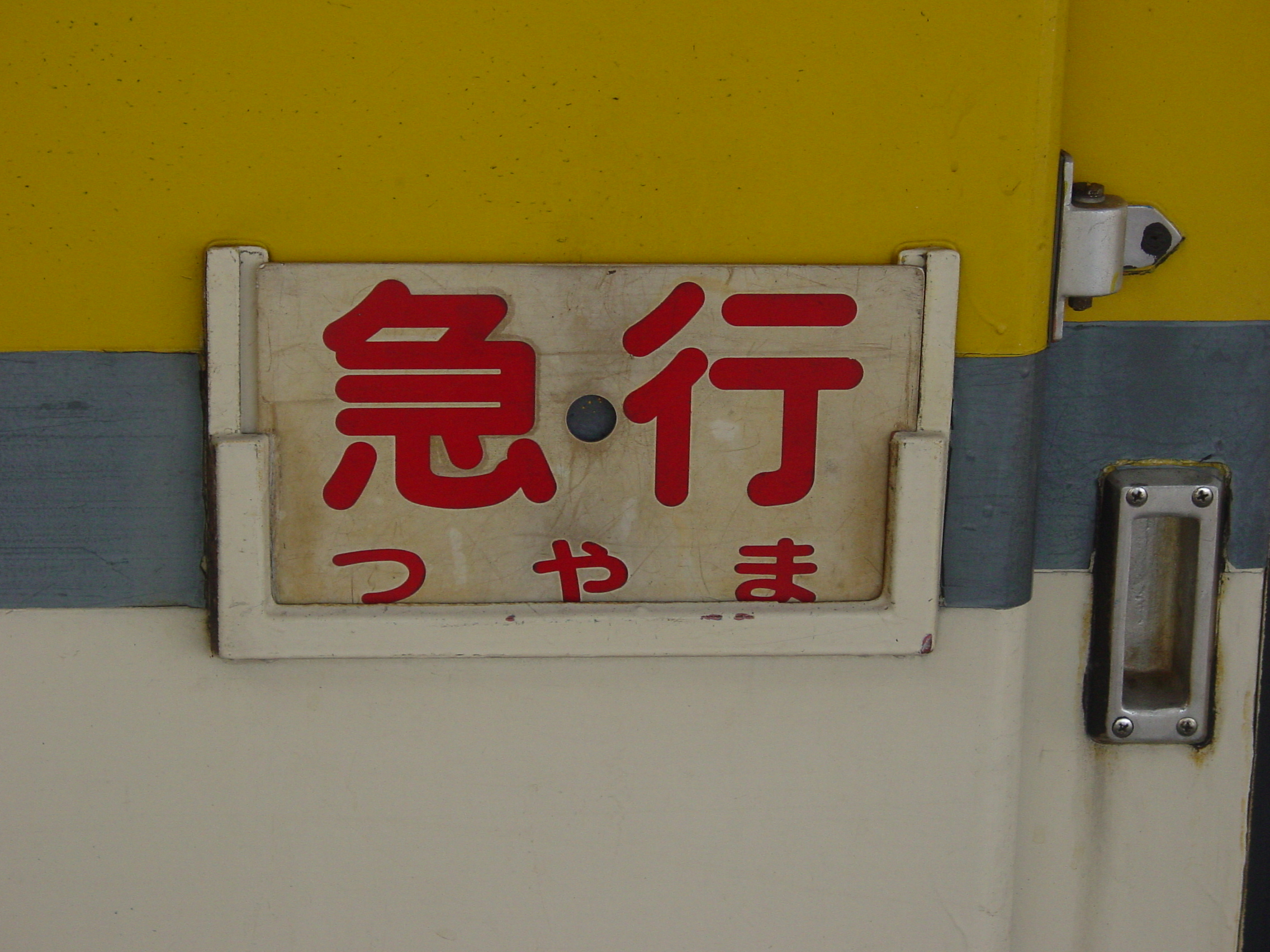
「津山」的側牌

## 歷史
- 1997年（平成9年）11月29日：開設「津山」，行走於岡山站至智頭站之間（津山站至智頭站之間為快速列車）[2]。
- 1999年（平成11年）10月2日：津山站至智頭站之間廢除，列車縮短至行走於岡山站至津山站之間。
- 2003年（平成15年）10月1日：車輛改用KiHa40系。不再連結綠色車廂。
- 2005年（平成17年）2月26日 - 3月14日：玉柏站至牧山站之間發生泥石流，「津山」暫停服務[3][4]。
- 2006年（平成18年）11月19日 - 2007年（平成19年）3月17日：玉柏站至牧山站之間發生落石事故，「津山」再次暫停服務[5]。
- 2009年（平成21年）3月13日：「津山」廢除[6]。自此JR再沒有日間急行列車。

## 注腳
1. ↑  JR最後の昼間急行「つやま」で行く小旅行 （页面存档备份，存于）（日語） - 朝日新聞社 2008年11月23日
2. ↑  平成9年秋ダイヤ改正について（別紙詳細）（互聯網檔案館）- 西日本旅客鐵道新聞稿 1997年7月25日
3. ↑  斜面崩落災害に伴う津山線ダイヤ改正（互聯網檔案館）-西日本旅客鐵道新聞稿 2005年3月2日
4. ↑  津山線 玉柏〜牧山間の開通（互聯網檔案館）- 西日本旅客鐵道新聞稿 2005年3月14日
5. ↑  津山線（玉柏から牧山駅間）の運転再開について（互聯網檔案館）-西日本旅客鐵道新聞稿 2009年2月26日
6. ↑  急行“つやま”廃止される （页面存档备份，存于） - 《鐵道迷（日语：鉄道ファン (雑誌)）》交友社（日语：交友社） railf.jp鐵道新聞 2009年3月14日